# Узунер, Букет
Буке́т Узуне́р (тур. Buket Uzuner; род. 3 октября 1955, Анкара, Турция) — современная турецкая писательница, автор романов, коротких рассказов и рассказов о путешествиях, многие из которых стали бестселлерами. С 1989 года входит в десятку самых читаемых писателей Турции.

## Биография
Букет Узунер родилась в 1955 году в Анкаре. В 1976 году окончила Университет Хаджеттепе (Hacettepe Üniversitesi), по специальности биолог. По окончании университета работала в Турции, позже, в 1981 году стажировалась в Бергенском университете (Норвегия), в 1983 году в Мичиганском университете (США). С 1986 года работала преподавателем в Университете Тампере (Финляндия).
Её художественные произведения переведены на 7 языков мира и находятся в списках бестселлеров с 1992 года, их изучают в ряде турецких университетов.
В 1993 году была награждена турецкой премией Yunus Nadi за роман «Balık İzlerinin Sesi» (англ. «The Sound of Fishsteps», рус. «Звук рыбьих шагов»).
В 1998 году её произведение «Kumral Ada — Mavı Tuna» (англ. «Mediterranean Waltz», рус. «Средиземноморский вальс»), написанное в 1997 году было признано романом года Стамбульским Университетом и было переиздано в 2000 году Издательским Домом Remzi Kitabevi на английском языке в переводе Пелен Аринер (Pelin Ariner).
Другая книга «Uzun Beyaz Bulut — Gelibolu» (англ. «The Long White Cloud — Galipoli», рус. «Длинное белое облако Галиполи»), изданная в 2001 году стала национальным бестселлером и была переиздана в 2002 году.
В 1996 году Букет была избрана почётным членом Университета штата Айова.
Четыре романа и один сборник Букет Узунер были опубликованы в переводе на английский язык.
По словам Букет Узунер, на её творчество значительное влияние оказал Аттила Ильхан (Attilâ İlhan).
В настоящее время проживает в Стамбуле (2011), имеет сына.

## Основные произведения

### Романы
- «Две зеленые выдры, их матери, их отцы, их любовники, и остальные» (1991)
- «Звук рыбьих шагов» (1993)
- «Средиземноморский вальс» (1997)
- «Длинное белое облако Галиполи» (2001)
- «Стамбульцы» (2007)

### Сборники рассказов
- «Меня зовут Май» (1986)
- «Самый голый день в месяце» (1988)
- «Печаль северо-западного ветра» (1993)
- «Город поэтов» (1994)
- «Стамбульский блюз» (2004)
- «В пути» (2009)

### Путевые заметки
- «Путевые заметки брюнетки» (1989)
- «Дневник городского романтика» (1998)
- «Журнал Нью-Йорк» (2000)